# Новицкий, Геннадий Васильевич
Генна́дий Васи́льевич Нови́цкий (бел. Гена́дзь Васі́левіч Наві́цкі; род. 2 января 1949, Могилёв) — белорусский государственный деятель, министр архитектуры и строительства Республики Беларусь (1994—1997), премьер-министр Беларуси (2001—2003), председатель Совета Республики Национального собрания Белоруссии (2003—2008).

## Биография
В 1971 году окончил Белорусский политехнический институт, инженер-строитель. В 1988 году окончил Академию общественных наук при ЦК КПСС.
Трудовую деятельность начал в 1971 году мастером могилёвского строительного треста № 12, затем работал начальником участка, главным инженером. С 1977 года перешёл на партийную работу, занимал ряд руководящих постов в партийных, советских органах власти.
Во время избирательной кампании 1994 года, будучи председателем правления Могилёвского облсельстроя, Г. Новицкий собирал подписи за А. Лукашенко. 1 октября 2001 года указом президента № 559 назначен исполняющим обязанности премьер-министра Республики Беларусь (на место Владимира Ермошина).
10 октября 2001 г. указом президента № 572 с согласия Палаты представителей Национального собрания Республики Беларусь назначен премьер-министром Республики Беларусь. 10 июля 2003 года указом президента Республики Беларусь освобождён от должности премьер-министра.
28 июля 2003 года сессией верхней палаты парламента единогласно избран председателем Совета Республики Национального собрания Республики Беларусь. В этой должности пребывал до 31 октября 2008 года.

## Семья
Женат. Имеет двоих сыновей.

## Награды
- Почётная грамота Совета Министров Республики Беларусь (24 декабря 1998 года) — за многолетний добросовестный труд в органах государственного управления,  большой личный вклад в развитие народного хозяйства республики[1].
- Орден «Содружество» (10 февраля 2006 года, Межпарламентская ассамблея СНГ) — за активное участие в деятельности Межпарламентской Ассамблеи и её органов, вклад в укрепление дружбы между народами государств — участников Содружества[2].
- Медаль «МПА СНГ. 25 лет» (27 марта 2017 года, Межпарламентская ассамблея СНГ) — за заслуги в деле развития и укрепления парламентаризма, за вклад в развитие и совершенствование правовых основ функционирования Содружества Независимых Государств, укрепление международных связей и межпарламентского сотрудничества[3].